# علي مبارك (الجزائر)
أبو الحسن علي بن مبارك الراشدي الغريسي أو سيدي علي مبارك هو رجل دين جزائري من جبال ساحل الجزائر ومتيجة في الجزائر بشمال أفريقيا.

## مواضيع ذات صلة
- قائمة أعلام الجزائريين
- أمازيغ
- زواوة
- منطقة القبائل
- سيدي عبد الرحمان الثعالبي
- مسجد سيدي إبراهيم البحري
- سيدي أمحمد بن عبد الرحمان بوقبرين
- زاوية أولاد بومرداس
- محمد بن خليفة الأبي
- عمر القلشاني
- ابن الجزري
- برهان الدين البقاعي
- أبو عبد الله الشريف التلمساني